# Зграда бившег затвора специјалне полиције у Нишу
Затвор специјалне полиције оформљен током немачке окупације Ниша у кући јеврејског трговца Данила Мевораха, у улици Октобарске револуције 13. То је пространа партерна кућа са више соба у којима је живела породица пред рат умрлог старог Данила Мавораха, супруга Марија, рођена Исаковић и њена четири сина.

## Архитектура
Кyћа Мевораха је подигнута на почетку ХХ века,1900. године. Грађена је у стилу академизма са, у малтеру, наглашеним фасадним стубовима, са троугластим и полукружним натпрозорницима и кружним и квадратним медаљонима са биљним и геометријским шарама у поткровљу. 

## Зграда кроз време
Немци су 1942. године све чланове породице Меворах, њих 15, стрељали, десет у немачким логорима и пет на Бубњу код Ниша. Стрељана је на Бубњу и 61-годишња Марија са 14 чланова породице Исаковић. Уклонивши све укућане, Немци су кућу у улици Октобарске револуције 13 дали на коришћење одељењу Специјалне полиције из Београда, које је до nролећа 1942. године било смештено у згради Управе полиције у Душановој 52. Добивши ову kyћy, Специјална полиција је извршила извесне преправке, начинивши од соба канцеларије u ћелије, a од великог подрумског простора — затвор. Био је то истражни затвор у којем је, од 1942. до 1944. године, непрекидно било по неколико десетина комуниста, скојеваца и симпатизера НОР-а. Они су овде испитивани, мучени, одвођени у логор на Црвеном крсту, па и на стрељање. Највећи број затвореника бацан је у подрумске просторије овога затвора после фебруарског бекства из концентрационог логора на Црвеном крсту 1942. године и током познате Аћимовићеве потере комуниста и бораца НОР-а исте године од марта до јуна. Тада је Специјална полиција, на челу са шефом Мирком Живановићем, хапсила све напредне Нишлије, а посебно омладинце. Читаве 1942. па и 1943. године, све просторије затвора биле су препуне. Наредне, 1944. године, број затвореника је стално опадао.
„Тежи политички кривци" из затвора на терену довођени су у затворе у Нишу, међу којима су били најпознатији немачки концентрациони логор на Црвеном крсту са другим мањим, пролазним немачким затворима, бугарски затвор у подрумима зграде армије на данашњем Тргу ЈНА и затвори Специјалне полиције у Казненом заводу, Душановој улици и у улици Књегиње Љубице поред Нишаве.http://www.novosti.rs/vesti/naslovna/drustvo/aktuelno.290.html:243088-Dvanaest-zatvora-za-Nislije

## Зграда данас
После ослобођења кућа је поново коришћена као стамбени објекат.

## Споменик културе
Због својих историјских и архитектонских вредности, ова кућа је стављена под заштиту закона 1988. године.